# ボブ・ウッドワード
ボブ・ウッドワード（Bob Woodward, 1943年3月26日 - ）は、『ワシントン・ポスト』紙編集委員（名誉職）。カール・バーンスタイン記者とともに、ウォーターゲート事件における卓越した調査報道（Investigative Reporting）で有名。

## プロフィール
イェール大学卒業後、海軍に勤務。そのときホワイトハウスとの連絡係を務め、ディープ・スロートことマーク・フェルトと知り合う。その後、海軍を退役。地方紙への勤務を経て、ワシントン・ポストに勤務。
単なる侵入事件と見られていたウォーターゲート事件をバーンスタインとともに調査。FBI副長官になっていたフェルトの協力もあり、ウォーターゲート事件におけるニクソン政権の組織的な関与を裏付けた。後に同事件は全国的な注目を浴びることになり、政権からのさまざまな圧力に屈しなかったポスト紙と2人の記者はピューリッツァー賞を受賞した。
その後も、クリントン政権のチャイナゲート事件などワシントンの政界を主な取材対象として積極的な調査報道を行う。ニクソン政権の終焉を描いた『最後の日々』（The Final Days）からブッシュ政権のイラク政策の迷走を描いた『ブッシュのホワイトハウス』（The State of Denial）まで、その著作は常にジャーナリズムの世界で注目を浴び続けている。2018年9月11日には、ドナルド・トランプ政権の内幕を描いた『FEAR 恐怖の男 トランプ政権の真実』（Fear: Trump in the White House, 翻訳: 伏見威蕃）を出版した。

## ビブリオグラフィ
- All the President's Men (1974年) ISBN 0-671-21781-X, 25周年版 (1999年) ISBN 0-684-86355-3; カール・バーンスタインと共著
  - 常盤新平 訳『大統領の陰謀 ニクソンを追いつめた300日』立風書房、1974年10月。
  - 常盤新平 訳『大統領の陰謀 ニクソンを追いつめた300日』文藝春秋、1980年11月25日。ISBN 978-4167258016。
  - 常盤新平 訳『大統領の陰謀 ニクソンを追いつめた300日』文藝春秋、2005年9月2日。ISBN 978-4167651558。
  - 常盤新平 訳『大統領の陰謀〔新版〕』早川書房、2018年9月5日。ISBN 978-4150505295。
- The Final Days (1976年) ISBN 0-671-22298-8; カール・バーンスタインと共著
  - 常盤新平 訳『最後の日々（英語版） (上)』立風書房、1977年9月。
  - 常盤新平 訳『最後の日々 (下)』立風書房、1978年10月。ISBN 978-4651930053。
  - 常盤新平 訳『最後の日々 続・大統領の陰謀 (上)』文藝春秋 (文春文庫)、1980年12月。ISBN 978-4167258023。
  - 常盤新平 訳『最後の日々 続・大統領の陰謀 (下)』文藝春秋 (文春文庫)、1980年12月。ISBN 978-4167258030。
- The Brethren: Inside the Supreme Court (1979年) ISBN 0-671-24110-9; スコット・アームストロング（英語版）と共著
  - 中村保男 訳『ブレザレン アメリカ最高裁の男たち（英語版）』TBSブリタニカ、1981年3月。ISBN 978-4484000800。
- Wired (1984年) ISBN 0-671-47320-4
  - 井上篤夫 訳『ベルーシ殺人事件 ハリウッドスターたちとドラッグの証言（英語版）』集英社、1985年12月。ISBN 978-4087800890。
  - 井上篤夫 訳『ベルーシ最期の事件 ハリウッドスターたちとドラッグの証言』集英社 (集英社文庫)、1989年1月。ISBN 978-4087601572。
- Veil: The Secret Wars of the CIA (1987年) ISBN 0-671-60117-2
  - 池央耿 訳『ヴェール CIAの極秘戦略1981-1987 (上)』文藝春秋、1988年11月。ISBN 978-4163632308。
  - 池央耿 訳『ヴェール CIAの極秘戦略1981-1987 (下)』文藝春秋、1988年11月。ISBN 978-4163632407。
- The Commanders (1991年) ISBN 0-671-41367-8
  - 石山鈴子、染田屋茂 訳『司令官たち 湾岸戦争突入にいたる"決断"のプロセス』文藝春秋、1991年6月。ISBN 978-4163453903。
- The Agenda (1994年) ISBN 0-7432-7407-5
  - 山岡洋一、仁平和夫 訳『大統領執務室 裸のクリントン政権』文藝春秋、1994年10月。ISBN 978-4163494708。
- The Choice (1996年) ISBN 0-684-81308-4
- Shadow: Five Presidents and the Legacy of Watergate (1999年) ISBN 0-684-85262-4
  - 新庄哲夫 訳『権力の失墜 大統領たちの危機管理（英語版） (上)』日本経済新聞出版、2000年6月。ISBN 978-4532163372。
  - 新庄哲夫 訳『権力の失墜 大統領たちの危機管理 (下)』日本経済新聞出版、2000年6月。ISBN 978-4532163389。
  - 新庄哲夫 訳『権力の失墜 大統領たちの危機管理 (1)』日本経済新聞出版 (日経ビジネス人文庫)、2004年6月。ISBN 978-4532192327。
  - 新庄哲夫 訳『権力の失墜 大統領たちの危機管理 (2)』日本経済新聞出版 (日経ビジネス人文庫)、2004年6月。ISBN 978-4532192334。
- Maestro (2000年) ISBN 0-7432-0412-3
  - 山岡洋一、高遠裕子 訳『グリーンスパン アメリカ経済ブームとFRB議長』日本経済新聞出版、2001年5月。ISBN 978-4532163877。
  - 山岡洋一、高遠裕子 訳『グリーンスパン』日本経済新聞出版 (日経ビジネス人文庫)、2004年5月。ISBN 978-4532192280。
- Bush at War (2002年) ISBN 0-7432-0473-5
  - 伏見威蕃 訳『ブッシュの戦争（英語版）』日本経済新聞出版、2003年2月26日。ISBN 978-4532164379。
- Plan of Attack (2004年) ISBN 0-7432-5547-X
  - 伏見威蕃 訳『攻撃計画 ブッシュのイラク戦争（英語版）』日本経済新聞出版、2004年7月15日。ISBN 978-4532164737。
- The Secret Man: The Story of Watergate's Deep Throat (2005年) ISBN 0-7432-8715-0
  - 伏見威蕃 訳『ディープ・スロート 大統領を葬った男』文藝春秋、2005年10月25日。ISBN 978-4163675800。
- State of Denial: Bush at War, Part III (2006年) ISBN 0-7432-7223-4
  - 伏見威蕃 訳『ブッシュのホワイトハウス（英語版） (上)』日本経済新聞出版、2007年3月7日。ISBN 978-4532165864。
  - 伏見威蕃 訳『ブッシュのホワイトハウス (下)』日本経済新聞出版、2007年3月7日。ISBN 978-4532165871。
- The War Within: A Secret White House History (2006–2008) (2008年) ISBN 1-4165-5897-7
- Obama's Wars (2010年)  ISBN 978-1439172490
  - 伏見威蕃 訳『オバマの戦争（英語版）』日本経済新聞出版、2011年6月18日。ISBN 978-4532167974。
- The Price of Politics (2012年) ISBN 978-1451651119
  - 伏見威蕃 訳『政治の代償』日本経済新聞出版、2013年11月21日。ISBN 978-4532168933。
- The Last of the President's Men (2015年) ISBN 978-1501116445
- Fear: Trump in the White House (2018年) ISBN 978-1471181306
  - 伏見威蕃 訳『FEAR 恐怖の男 トランプ政権の真実』日本経済新聞出版、2018年12月1日。ISBN 978-4532176525。
- Rage (2020年9月15日)[2] ISBN 978-1982131739
  - 伏見威蕃 訳『RAGE 怒り』日本経済新聞出版、2020年12月4日。ISBN 978-4532176945。
- Peril (2021年9月) ロバート・コスタ（英語版）と共著[3]
  - 伏見威蕃 訳『PERIL 危機』日本経済新聞出版、2021年12月16日。ISBN 978-4532177157。
  - 伏見威蕃 訳『国家の危機』日本経済新聞出版 (日経ビジネス人文庫)、2024年6月4日。ISBN 978-4296120611。
- The Trump Tapes: Bob Woodward's Twenty Interviews with President Donald Trump (2023年1月) ISBN 978-1668028148[4]
- War (2024年10月15日)[5] ISBN 978-1668052273
  - 伏見威蕃 訳『WAR 3つの戦争』日本経済新聞出版、2025年1月15日。ISBN 978-4296121793。